# 毛利衛

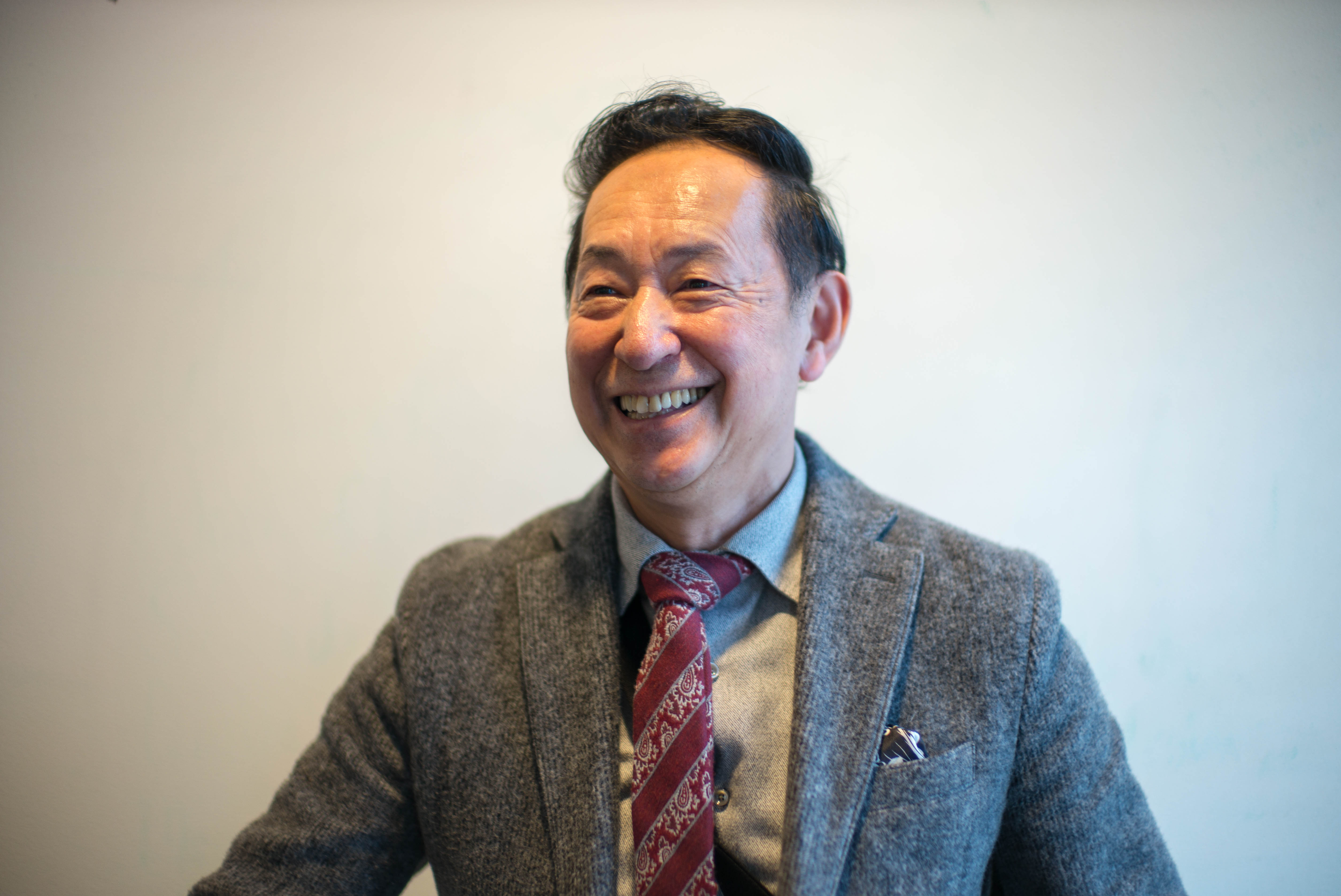
2017年2月撮影

毛利 衛（もうり まもる、1948年〈昭和23年〉1月29日 - ）は、日本の元宇宙飛行士、科学者。科学者としての専門は真空表面科学、核融合炉壁材料、宇宙実験。化学者でもある。
北海道出身。宇宙航空研究開発機構（JAXA）宇宙環境利用システム本部有人宇宙活動推進室長、京都大学大学院特任教授、東京工業大学大学院総合理工学研究科連携教授、公益財団法人日本宇宙少年団団長。
アラバマ大学ハンツビル校客員教授、筑波大学客員教授、日本科学未来館館長なども歴任した。

## 来歴
《この節の主な出典：》

### 研究者となるまで
北海道余市郡余市町に生まれる。幼い頃はカマキリと水泳が大の苦手で、風呂で溺れそうになった経験を持つ。
1961年、13歳の時にソビエト連邦のボストーク1号が人類初の有人宇宙飛行に成功した際、飛行士のユーリイ・ガガーリンが発した「地球は青かった」という言葉に、宇宙に対する憧れを抱く。1963年、余市町立東中学校を卒業して、北海道余市高等学校に進む。同年7月20日に起きた日食（北海道の一部が皆既帯に入った）を見て、科学者を志望した。1966年に高校を卒業後、北海道大学理学部に進学する。1970年に理学部化学科を卒業、引き続き大学院化学専攻で研究をおこない、1972年に修士号を取得した。
南オーストラリア州立フリンダース大学大学院理学研究科化学専攻に留学し、1975年に修士号、1976年に博士号をそれぞれ取得した。
1980年に母校の北海道大学工学部講師に就任し、1982年に助教授（原子工学科高真空工学講座）に昇格する。この間、本業の研究以外に当時問題となり始めた札幌市などの春先の粉塵についての研究を、研究室の教授である山科俊郎や名古屋大学の雨宮進らと行い、この粉塵が自動車のスパイクタイヤによって路面のアスファルトが削られたものであることなどを明らかにした。

### 宇宙飛行士時代

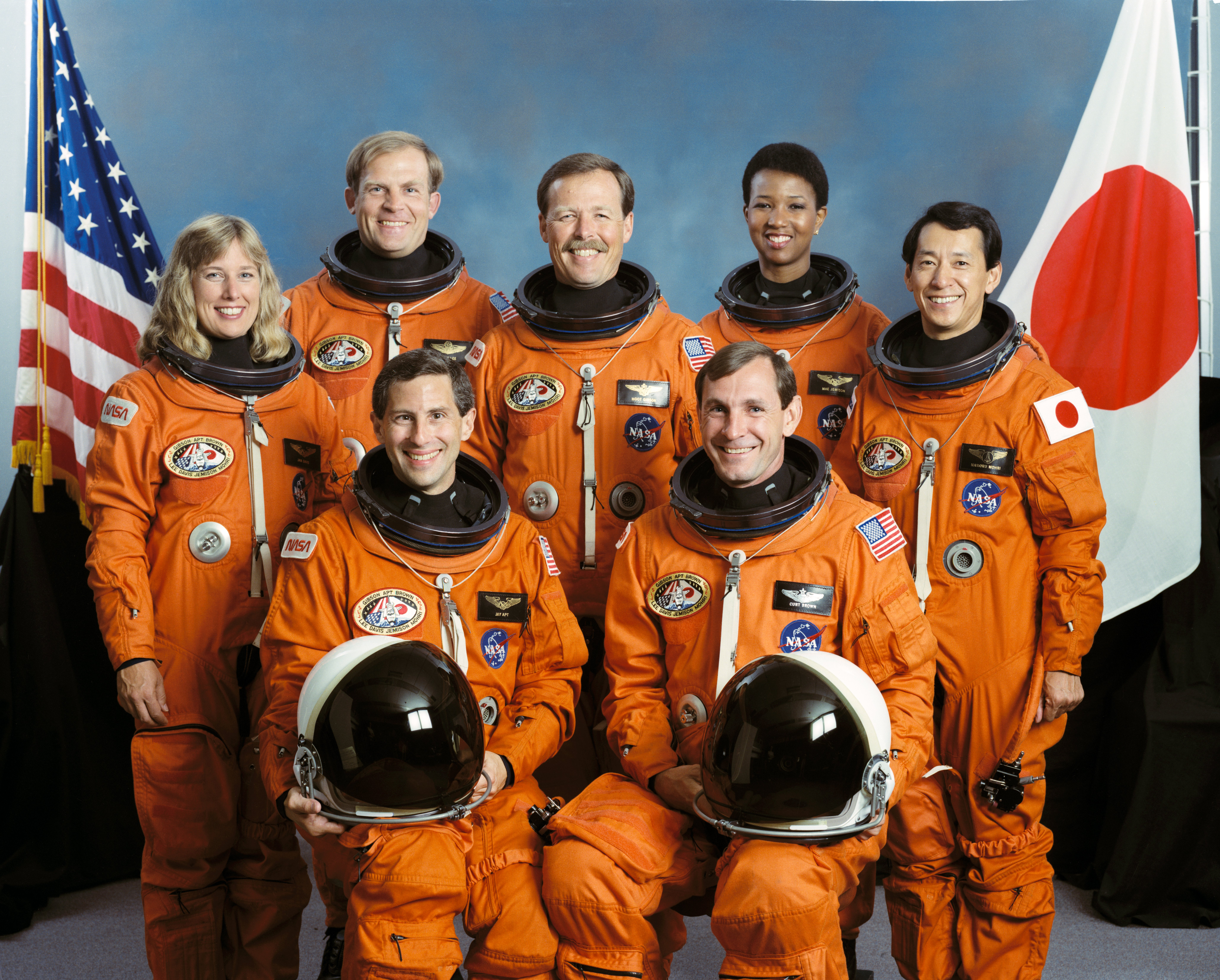
STS-47（1992年1月6日）

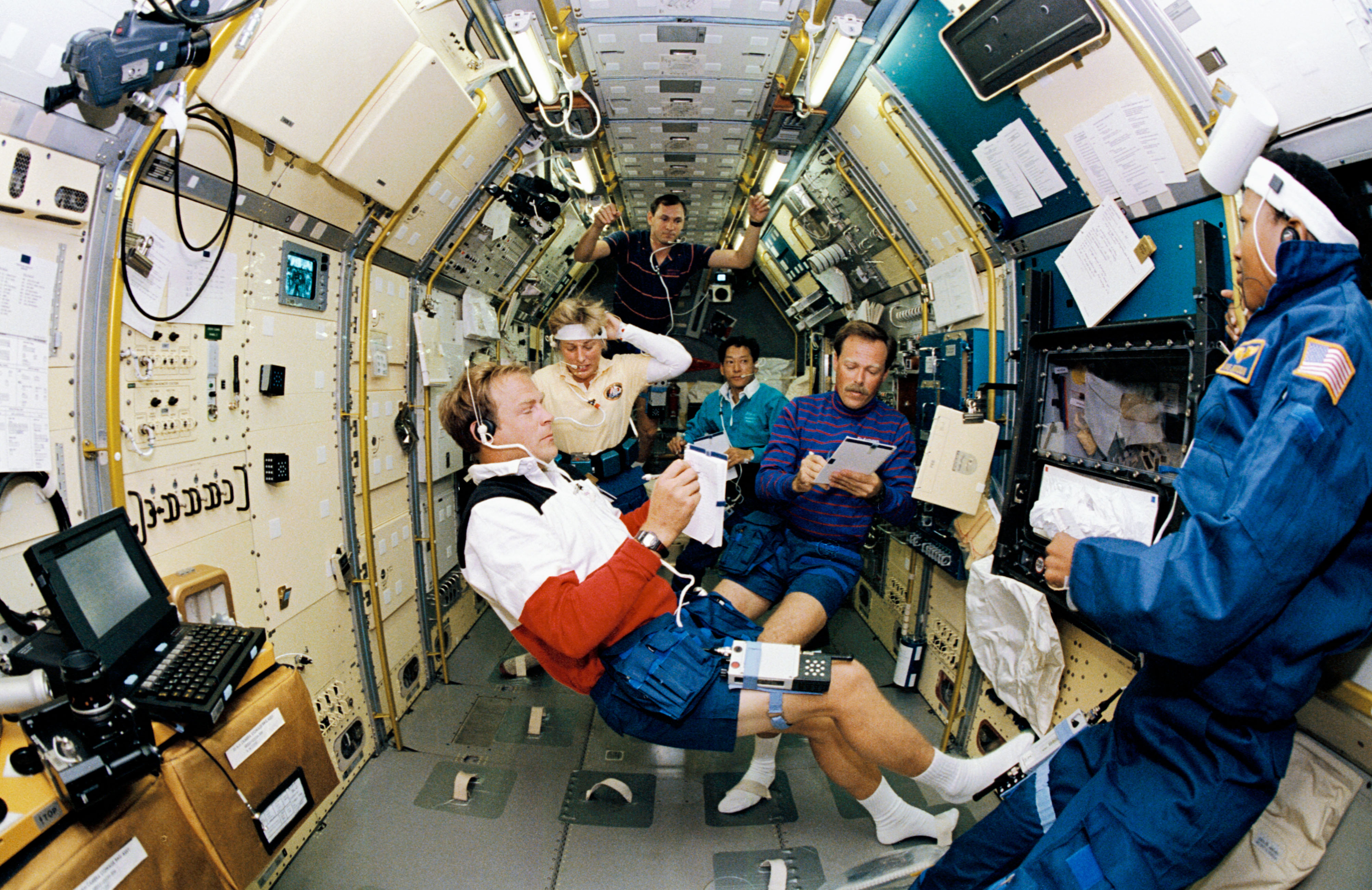
STS-47（1992年9月）

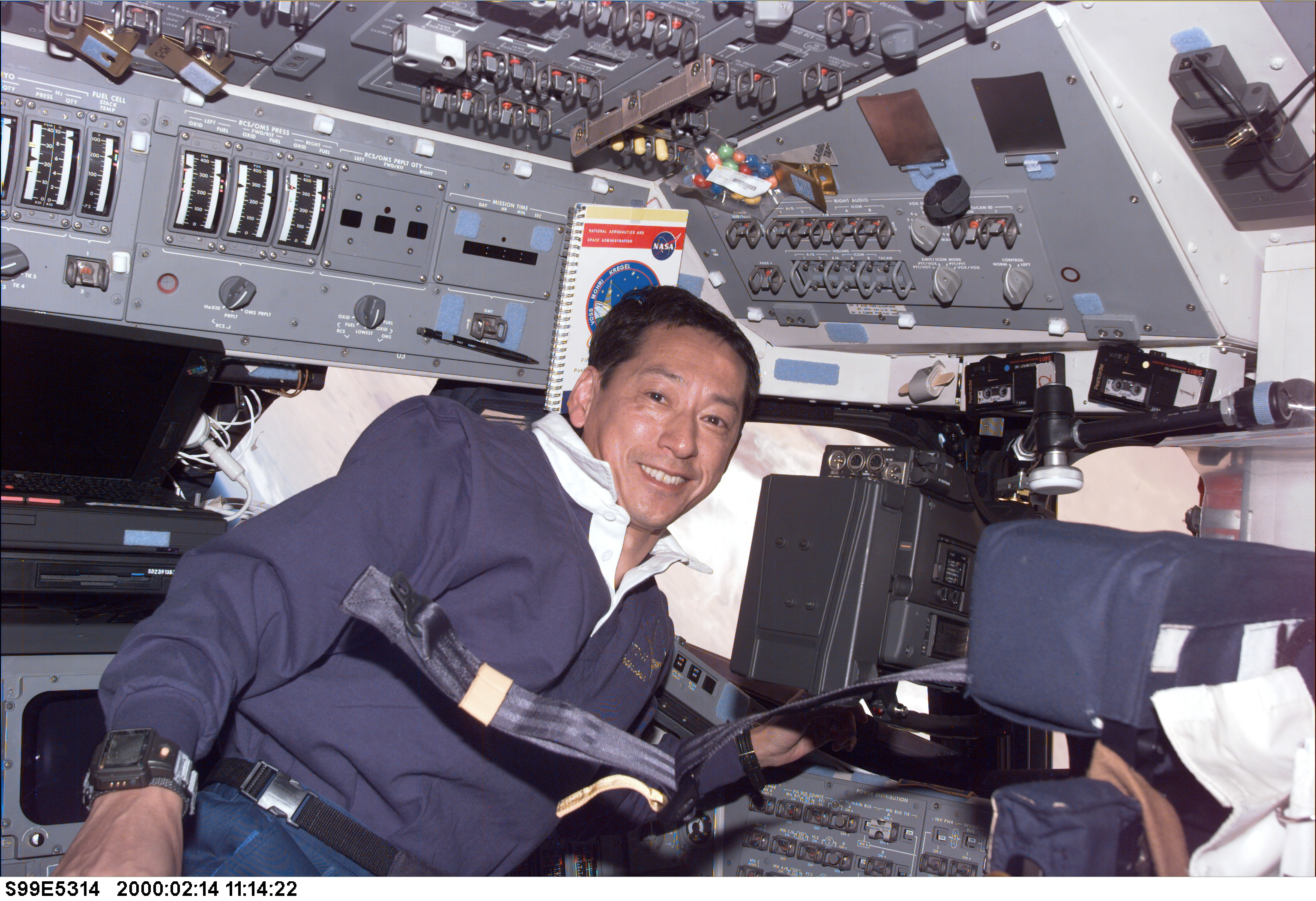
毛利衛、スペースシャトル・エンデバー、STS-99（2000年2月14日）

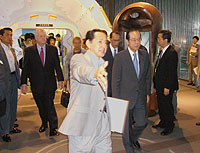
2008年6月8日、日本科学未来館を訪れた内閣総理大臣福田康夫（右）を案内

1983年12月、宇宙開発事業団（現・宇宙航空研究開発機構）が「1988年初め頃の飛行」を前提に、スペースシャトルに搭乗する初の日本人宇宙飛行士を募集する（募集期間は翌年1月まで）。毛利はこれに応募、1985年に公表された最終候補者7人の中では最年長（当時37歳）であった。同年8月7日、向井千秋、土井隆雄とともに飛行士に選ばれる。応募者総数は531人だった。事業団の所属となり、日米で訓練を受ける。
1986年1月28日に母が死去し、北海道の実家に戻ろうとした矢先にチャレンジャー号爆発事故のニュースに接して、帰省を延期の上で事業団の記者会見に出席した。
1987年より、アラバマ大学ハンツビル校微小重力実験研究センターにて研究に従事する。オーストラリアでの留学生寮生活の経験から対人コミュニケーションの重要性を認識し、NASAでは技術者たちだけではなく、事務員たちとも親しく接していた。事務員たちの心証が良かったことが評価され、搭乗運用技術者に選抜されたことに繋がったという。
前記の通り、日本人宇宙飛行士によるスペースシャトル搭乗は当初1988年初頭が予定されていたが、チャレンジャー号爆発事故の影響で発射は中断、再開後も日本人搭乗ミッションは延期された。日本人によるスペースシャトルミッションの最初の搭乗者が毛利に正式に決定したのは1990年4月24日だった（その時点でのミッションは1991年6月の予定だった）。しかしそれに先だってTBSが記者をソビエト連邦のソユーズ宇宙船に乗せることが報じられていた。1990年12月にTBS記者の秋山豊寛がソビエト連邦のソユーズTM-11で初の日本人宇宙飛行士となる。アメリカでの訓練中にこの報に接した毛利は「非常に刺激になった。私たちも日本とアメリカの最先端の技術を駆使した実験を計画しており、ぜひ成功させたい。」とコメントした。
最終的に毛利の搭乗ミッションは1992年にずれ込み、9月12日から9月20日までスペースシャトルエンデバーのミッション（STS-47）にペイロードスペシャリスト（搭乗科学技術者）として搭乗し、秋山に次ぐ二人目の日本人宇宙飛行士となった（正確には当時の毛利は搭乗科学技術者）。また、日本国籍保有者として初めてスペースシャトル計画に加わった宇宙飛行士である。帰還直後、テレビカメラの前で「宇宙からは国境線は見えなかった」とコメントした。同年10月、宇宙開発事業団宇宙環境利用システム本部宇宙環境利用推進部有人宇宙活動推進室に異動する。
1998年、NASAのミッションスペシャリスト（搭乗運用技術者）の資格を得る。
2000年2月12日から2月23日には、エンデバーで2度目となる宇宙飛行（STS-99)に参加。ミッションスペシャリストとして、レーダーによる地球の地形の精密な観測（SRTM）を行った。これ以降、現在まで宇宙飛行歴はない。

### 飛行士引退後
2000年10月、日本科学未来館館長に就任する。
2003年、沖縄沖にて、しんかい6500に搭乗した。同年、世界初の南極での皆既日食観測に参加しNHKで生中継を行った。
2004年（平成16年）5月15日に行われたタウンミーティングにおいて、習熟度別授業に対して肯定的な意見を述べた。
2007年1月には、南極・昭和基地を訪問した。このとき、“宇宙には数分でたどり着けるが、昭和基地には何日もかかる。（南極は）宇宙よりも遠い”場所である旨を語っている（この発言は後にテレビアニメ『宇宙よりも遠い場所』のタイトルの由来となった）。
2021年3月末、日本科学未来館館長を退任。

## 親族
- 結婚し、子が3人いる。
- 兄4人と姉3人（真ん中の姉は亡くなっていた）の8人兄妹の末っ子。物理学者の毛利信男は実兄。
- 両親も共に理系派。父親の正信は獣医師（1979年に72歳で死去）。新潟県新発田出身の母親の友子は、1910年（明治43年）のハレー彗星の日に生まれ、少女時代から心の内から既にハレー彗星に生まれた子だと信じ、小樽高等女学校を卒業、台風の影響での農業機械化促進に伴い、夫の代わりに家計を支えるため、町の依頼から銭湯の経営の仕事を勤めて、ハレー彗星が再来した1986年の1月28日に76歳でこの世を去る[19]。

## 人物
- 航空事故に遭遇したこともあるが、死ぬのは怖くないという。
- 趣味はスキー、テニス、野球、卓球、アイススケート、スキューバダイビング、スカッシュ、エアロビクス、フィットネス。また、アマチュア無線技士の資格を持つ。

## 賞歴
- 内閣総理大臣顕彰：1992年10月13日。（授与内閣 : 宮澤喜一内閣）。受賞理由は「日本人初のスペースシャトル搭乗者」。
- 日本宇宙生物科学会功績賞：1995年
- 藤村記念歴程賞特別賞：2011年。「宇宙連詩」プロジェクト（発案・企画者の山中勉（日本宇宙フォーラム主任研究員）と共同受賞）
- レジオンドヌール勲章シュヴァリエ：2018年[20]
- イーハトーブ賞2021年第31回本賞を受賞。

## 社会的活動
- 財団法人日本宇宙少年団団長 （1987年 - ）
- 文部科学省日本ユネスコ国内委員会委員
- フジテレビジョン番組審議会委員（2005年7月 - ?）
- 公益財団法人旭硝子財団評議員[21]

## 著書
- 『毛利衛、ふわっと宇宙へ』 朝日新聞社、1992年、ISBN 4-02-256528-4
- 『宇宙実験レポート from U.S.A. スペースシャトルエンデバーの旅』 講談社、1992年、ISBN 4-06-206121-X
- 『地球星の詩』 朝日新聞社、1995年、ISBN 4-02-258585-4
- 『宇宙の風 50歳からの再挑戦』 朝日新聞社、1998年、ISBN 4-02-261247-9
- 『宇宙からの贈りもの』 岩波書店、2001年、ISBN 4-00-430739-2
- 『エク！赤道におりた宇宙飛行士』講談社、2001年、ISBN 4-06-210893-3
- 『未来をひらく最先端科学技術（全6巻セット）』 岩崎書店、2004年、ISBN 4-265-10318-9
- 『夢が現実に！ロボット新時代（第1巻 - 第4巻）』 学習研究社、2005年、ISBN 4-05-152282-2
- 『モマの火星探検記』 講談社、2009年、ISBN 978-4-06-378701-6
- 『日本人のための科学論』 PHPサイエンス・ワールド新書、2010年、ISBN 978-4-569-79133-3
- 『宇宙から学ぶ―ユニバソロジのすすめ』 岩波新書、2011年、ISBN 978-4-00-431346-5
- 『わたしの宮沢賢治 地球生命と未来圏』ソレイユ出版、2021年

## 出演

### テレビ番組

#### 教養番組
- NHKスペシャル 生命 40億年はるかな旅（1994 - 1995年） - キャスター
- 東日本放送開局25周年記念特別番組『私たちの地球スペシャル・オーロ ラからの手紙～北極と赤道は今』（2000年11月3日）テレビ朝日系列全国ネット。
- 4Kアドベンチャー 日本列島 奇跡の海を行く（BS朝日） - スペシャルナビゲーター[22]
  - 第一夜 富士山と立山が育む 豊かな深海（2018年12月8日）
  - 第二夜 黒潮と親潮が運ぶ海の宝（2018年12月9日）
- 毛利衛&中川翔子 地球最後の日鏡へ!ニッポンの深海大冒険（2019年2月8日、BS-TBS）[23]
- ブルー・アース 生命の海（2021年5月2日、BS-TBS）

#### テレビドラマ
- 『ロケット・ボーイ』フジテレビ

2001年3月21日放送の最終回に、宇宙開発事業団の面接官役で出演。
- 連続テレビ小説『まんてん（NHK総合テレビ）

2002年。本人役。

### CM
- 積水ハウス - 女優の多部未華子らと共演。「歌舞伎の人？」と間違われる演出がある（北大の助教授時代、実際にそのように言われていたことのパロディである）。
- SONY - VAIO（茂木健一郎、松下奈緒、森泉と共演）
- 九州電力 - 玄海原子力発電所「プルサーマル」
- ACジャパン - 「地球のために始めよう」（1993年）